# Etioholan
Etioholan, takođe poznat kao 5β-androstan ili 5-epiandrostan, je androstanski (C19) steroid. On je 5β-izomer androstana. Etioholani obuhvataju 5β-androstandion, 5β-dihidrotestosteron, 3α,5β-androstandiol, 3β,5β-androstandiol, etioholanolon, epietioholanolon, i 3α,5β-androstanol.
17β-Etiletioholani, ili 5β-pregnani, obuhvataju 5β-dihidroprogesteron, pregnanolon, i epipregnanolon, kao i pregnandiol i pregnantriol.